# Karl Brunnacker
Karl Brunnacker (* 3. November 1921 in Castell (Unterfranken); † 17. März 2000) war ein deutscher Geologe und Bodenkundler. Er war Professor an der Universität zu Köln.
Nach seinem Wehrdienst 1940 bis 1945 studierte er Geologie in Erlangen mit der Promotion 1950. Danach war er am Bayerischen Geologischen Landesamt, an dem er 1956 Regierungsrat wurde. Nach der Habilitation war er ab 1958 Privatdozent an der TH München. Ab 1963 war er Professor für Glazialgeologie in Köln.
Er befasste sich besonders mit Quartärgeologie (Eiszeitalter) und in diesem Zusammenhang mit geologischer Unterstützung von archäologischen und paläontologischen Ausgrabungen (u. a. Bilzingsleben, Gönnersdorf), Flussgeschichte und Paläoböden als Klimaindikatoren der Eiszeit.
In der bayerischen geologischen Landesaufnahme erstellte er mehrere Karten 1:25.000 (unter anderem Ismaning, Zwiesel, Strasskirchen).
1986 erhielt er die Albrecht-Penck-Medaille.